# Cancello Scalo (San Felice a Cancello)
Cancello Scalo is een plaats (frazione) in de Italiaanse gemeente San Felice a Cancello.